# Framsundet

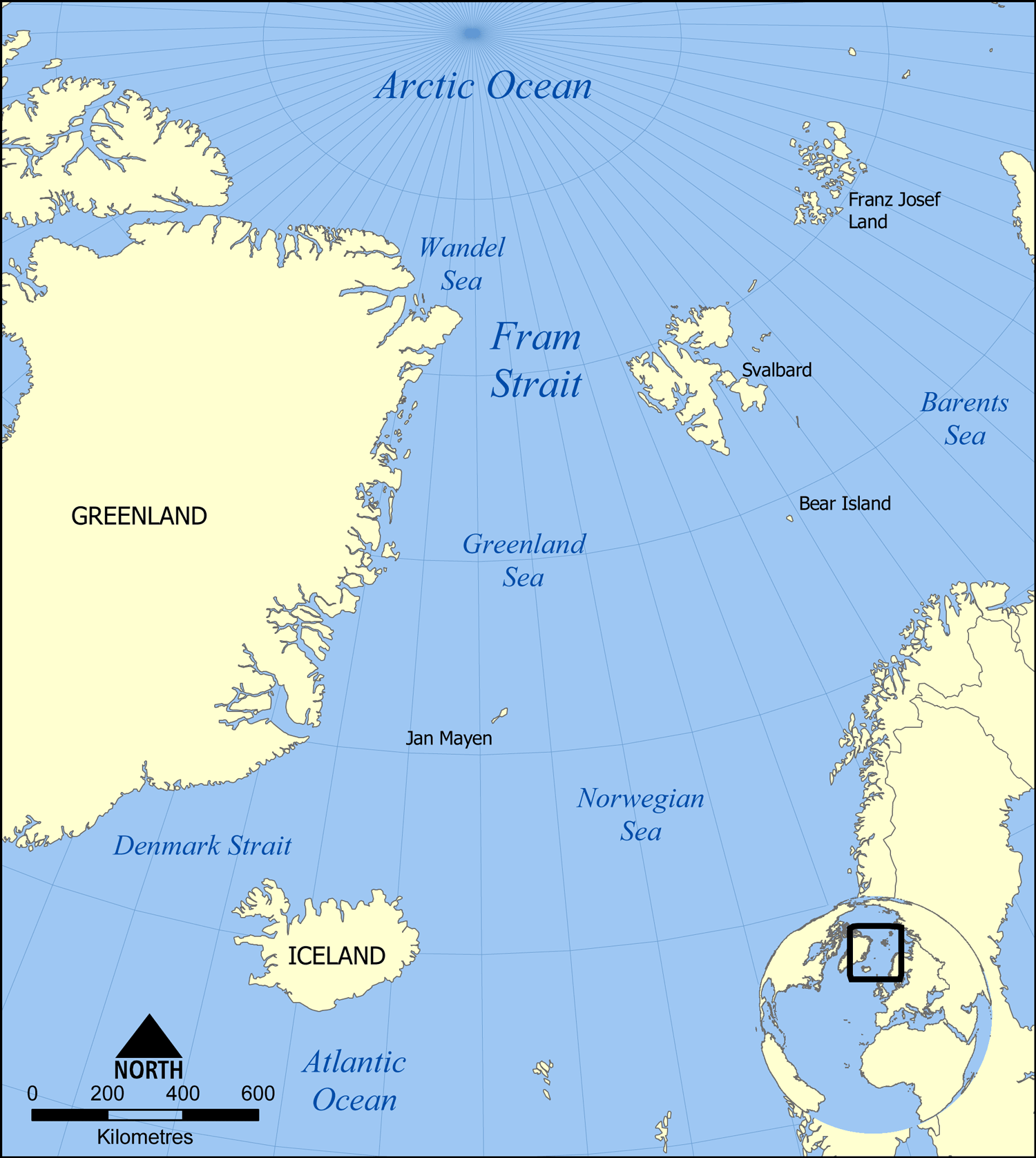
Framsundet

Framsundet, är sundet mellan Svalbard och Grönland. Sundet är den djupaste förbindelsen (mer än 2500 meter) mellan Nordatlanten och Norra ishavet och utgör gräns mellan de två haven (närmare bestämt mellan bihaven Grönlandshavet och Wandels hav). Sundet har fått sitt namn efter det norska skeppet Fram. 
Framsundet är världens nordligaste havsområde där det finns delar som är isfria hela året. Det är cirka 450 kilometer brett men på vardera sida ligger en kontinentalsockel, så den djupa  delen är 300 kilometer bred. Tröskeln mellan Polarhavet och Framsundet år 2 545 meter djup. Den nordligste delen av mittatlantiska  ryggen går genom sundet i nord-sydlig riktning, och förbinds med Nansen-Gakkelryggen under Polarhavet. Det djupaste stället är 5 607 meter under havsytan.
Stora bestånd av grönlandsval levde i Framsundet, men runt mitten av 1700-talet var de nästan utrotade på grund av omfattande valfångst.